# Lankao
Lankao  (en chino, 兰考; pinyin, Lánkǎo) es un condado  bajo la administración directa de la Prefectura Kaifeng en la Provincia de Henan, República Popular China.  Su área es de 1103 km² y su población total para 2010 superó los 670 mil habitantes. 

## Administración
Desde junio de 2023, el  Condado Lankao  se divide en 16 pueblos que se administran en 3 subdistritos,  9 poblados y 4 villas.

## Toponimia
Se formó mediante la fusión de los condados históricos de Lanfeng (兰封) y Kaocheng (考城), de ahí su nombre. El nombre Lankao honra la herencia geográfica e histórica de estos dos territorios fusionados en 1954.